# Serkan Kurtuluş
Fatih Serkan Kurtuluş est un footballeur turc, né le 1er janvier 1990 à Bursa. Il évolue au poste d'arrière droit et joue actuellement au club du BB Erzurumspor. Il est le frère de Serdar Kurtuluş.

## Biographie
Jouant les débuts de sa carrière sportive à Bursaspor il se fait transférer à Galatasaray lors de la saison 2008-2009 pour la somme de 1,6 million d'euros.
Doté d'une grande rapidité et d'une agilité balle au pied il fait partie des espoirs du football de la future équipe de Turquie.

## Palmarès
- Champion de Turquie en 2012 avec Galatasaray